# Strachan Challenge
Die Strachan Challenge war ein professionelles Snookerturnier.
Sie wurden in der Saison 1991/92 als Strachan Open als reguläres Ranglistenturnier der Snooker Main Tour ausgerichtet. Austragungsort war Thornbury. Peter Ebdon erzielte in der Qualifikation für das Turnier ein Maximum Break.
Für die Saison 1992/93 gab es eine Regeländerung: Erstmals wurden vier sogenannte Minor-ranking-Turniere veranstaltet, deren Wertigkeit für die Weltrangliste bei einem Zehntel der üblichen Turniere lag. Neben der Benson & Hedges Championship betraf das auch die Strachan Open, die in drei Strachan-Challenge-Turniere umgewandelt wurde; ausgetragen wurden sie in Aldershot (2 ×) und Sheffield.
Allerdings nahmen viele Spitzenspieler aufgrund der geringen Punktzahl gar nicht an diesen Turnieren teil, sodass diese Minor-ranking-Regelung nach diesem Jahr sofort wieder abgeschafft wurde.
Für die Saison 1993/94 blieben noch zwei Strachan Challenges erhalten (in Aldershot und Leicester), allerdings ohne Berücksichtigung für die Weltrangliste. Danach verschwand das Turnier völlig aus dem Kalender der Main Tour.

## Sieger
| Jahr                                         | Austragungsort                           | Sieger                            | Ergebnis                          | Finalist                          | Hauptsponsor                      | Saison                            |
| Strachan Open (Ranglistenturnier)            | Strachan Open (Ranglistenturnier)        | Strachan Open (Ranglistenturnier) | Strachan Open (Ranglistenturnier) | Strachan Open (Ranglistenturnier) | Strachan Open (Ranglistenturnier) | Strachan Open (Ranglistenturnier) |
| -------------------------------------------- | ---------------------------------------- | --------------------------------- | --------------------------------- | --------------------------------- | --------------------------------- | --------------------------------- |
| 1992                                         | Thornbury – Leisure Centre               | James Wattana                     | 9:5                               | John Parrott                      | Strachan                          | 1991/92                           |
| Strachan Challenge (Minor-Ranglistenturnier) |                                          |                                   |                                   |                                   |                                   |                                   |
| 1992 I                                       | Aldershot – Jimmy White Snooker Lodge    | Joe Swail                         | 9:4                               | Stefan Mazrocis                   | Strachan                          | 1992/93                           |
| 1993 II                                      | Sheffield – Radion Plaxa Club            | Troy Shaw                         | 9:4                               | Nigel Bond                        | Strachan                          | 1992/93                           |
| 1993 III                                     | Aldershot – Jimmy White Snooker Lodge    | Tony Drago                        | 9:7                               | Ken Doherty                       | Strachan                          | 1992/93                           |
| Strachan Challenge (kein Ranglistenturnier)  |                                          |                                   |                                   |                                   |                                   |                                   |
| 1994 I                                       | Aldershot – Jimmy White Snooker Lodge    | Anthony Hamilton                  | 9:4                               | Andy Hicks                        | Strachan                          | 1993/94                           |
| 1994 II                                      | Leicester – Willie Thorne Snooker Centre | Anthony Hamilton                  | 9:4                               | Paul Davies                       | Strachan                          | 1993/94                           |